# Zenón Pizarro
Zenón Pizarro Garisto (Pampa Aullagas, Bolivia; 24 de marzo de 1977) es un político boliviano. Fue el Gobernador interino del Departamento de Oruro desde el 19 de noviembre de 2019 hasta el 31 de mayo de 2020.

## Biografía
Nació en la localidad de Pampa Aullagas el 24 de marzo de 1977. Realizó sus estudios profesionales en la Universidad Técnica de Oruro (UTO). Ingresó a la política el año 2015, militando en las filas del masismo. Participó como candidato al cargo de asambleísta departamental en las elecciones subnacionales de 2015, logró salir elegido en el cargo.
Durante su etapa como asambleísta departamental, Zenón Pizarro llegó a ser elegido Presidente de la Asamblea Legislativa Departamental de Oruro (ALDO).

### Gobernador del departamento de Oruro (2019-2020)
El 11 de noviembre de 2019, renunció a su cargo el gobernador de Oruro Víctor Hugo Vásquez, quien había sido elegido democráticamente en las urnas el año 2015. 
Debido a la renuncia de la primera autoridad del Departamento, la Asamblea Departamental de Oruro se reunió en sesión extraordinaria y el 19 de noviembre designó al asambleísta departamental Zenón Pizarro del MAS-IPSP como el nuevo gobernador interino del Departamento de Oruro. La elección se dio con 21 votos a favor, 7 votos en contra, 3 votos nulos y 2 votos blancos.